# Holoplatys strzeleckii
Holoplatys strzeleckii là một loài nhện trong họ Salticidae. Loài này được phát hiện ở Nam Úc và Tasmanië.